# Hertelendy család

A hertelendi és vindornyalaki Hertelendy család címere

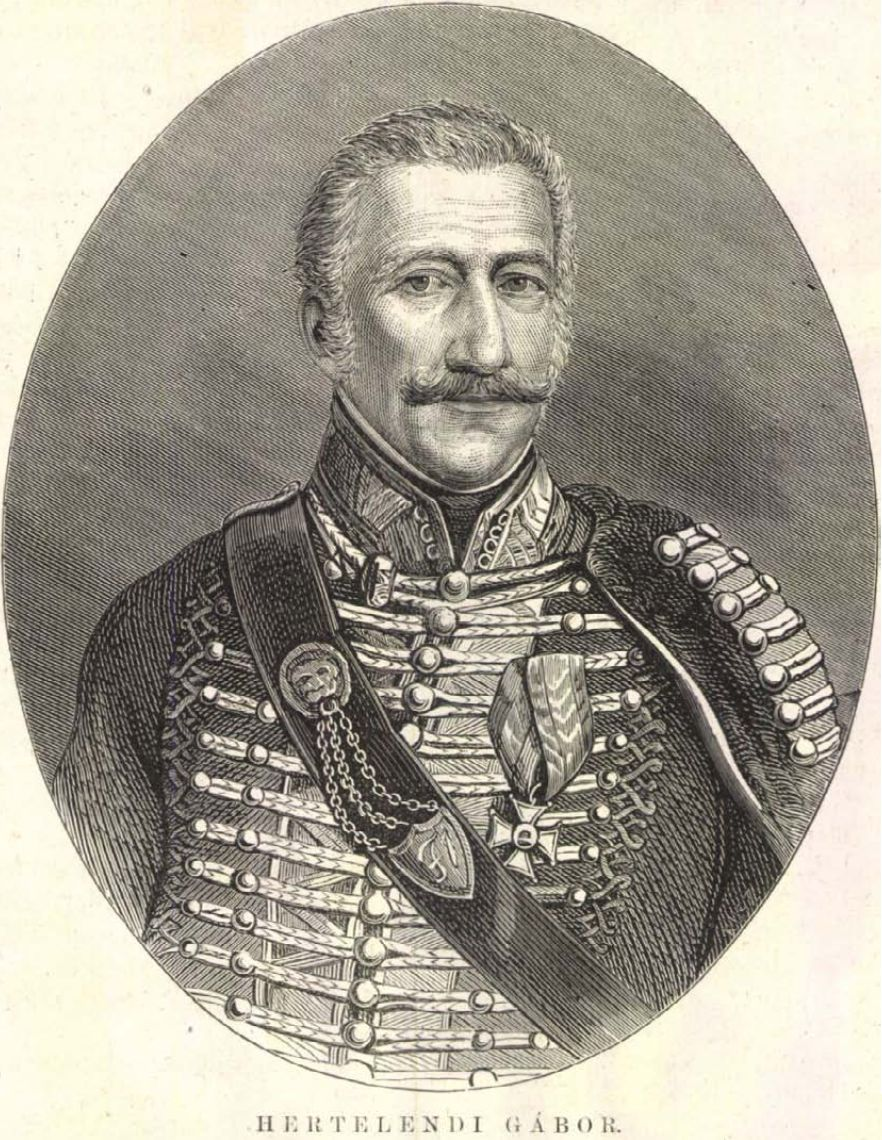
Hertelendi és vindornyalaki Hertelendy Gábor (1742–1820) császári és királyi huszár altábornagy 1808-ban

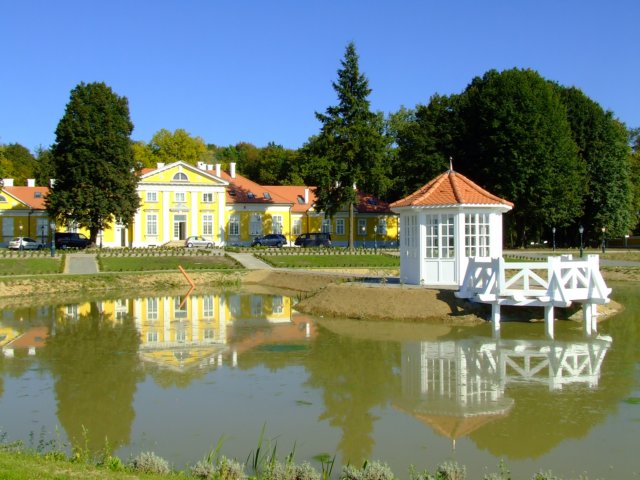
A Hertelendy-kastély a Somogy vármegyei Kutason, amely egykor idősebb Hertelendy Andor (1857–1907) tulajdona volt.

A hertelendi és vindornyalaki Hertelendy család, egy Tolna és Zala vármegyei ősi nemes család. A nevét a Tolna megyei Hertelend településről kapta.

## A család története
A legkorábbi ismert őse Hertelendy Antal 1398-ban Báthmonostory László familiárisa volt. Később van említés 1481-ből egy Laki Hertelendy Tamás birtokosról, a Zala vármegyei Lakon (manapság Vindornyalak). Tőle származik az idősebb Zala megyei vonal, amely felveszi a második előnevét, míg a vasi ifjabb vonal egyedül a hertelendivel él tovább. 1543-ban Hertelendy János és Mihály testvérek, Kustány Kata fiai kapnak új adományt I. Ferdinánd magyar királytól. 1718-ban III. Károly király újabb adományt ad a Gasztonyban, Vas megyében lakó családtagoknak, valamint a Kehidán, Zala megyében lakó Lászlónak, Gáspárnak, Boldozsárnak, Mihálynak és Zsigmondnak.

### Zalai ág
Hertelendy Mihály fia, Hertelendy András és rádóczi Boda Erzsébet fia, Hertelendy György, feleségül vette nemes Péter (aki néhol Péterffynek irták) Ilonát. Hertelendy György és nemes Péter Ilona fia, Hertelendy György (1722-1780), zalai főszolgabíró, feleségül vette a nemesi forintosházi Forintos családból való forintosházi Forintos Júlia (1726-1782) kisasszonyt. Hertelendy György 1747. augusztus 21. és	1757. november 1-je között a szántói járás alszolgabírája volt, majd 1757. november 1-jétől egészen 1773. április 14-éig a szántói járás főszolgabírája volt. Hertelendy György és nemes Péter Ilona házásságából szintén született Hertelendy Zsigmond (1721–1779), aki 1735. április 19-étől 1747. augusztus 21-ig a tapolcai járás főszolgabírája volt. Hertelendy György és Forintos Julianna asszony egyik fia, Hertelendy Mihály (1754-1810), szerémi követ és királyi tanácsos volt. Mihály fia, Hertelendy Károly (1786-1861) Deák Ferenc követtársa volt, és ennek a Károlynak a fia, Hertelendy Kálmán (1820-1875) Zala vármegye főispánja volt, és az 1848-as forradalom alatt honvéd huszár kapitány; ennek a Kálmánnak a fia, Hertelendy Ferenc (1859-1919) zalai főispán volt. Hertelendy György és forintosházi Forintos Julianna gyermeke, Hertelendy József (1756-1827), torontáli alispán, királyi tanácsos, valamint egy másik pedig, Hertelendy György (1764–1831) zalai alispán volt. Hertelendy György zalai alispán, Deák Ferenc és testvérei gyámja volt, és akinek az első felesége, barkóczi Rosty Petronella (1770–1792), Rosty Lajos és Bajáky Anna lánya volt, majd a második felesége, pedig szentgyörgyi Horváth Anna, szentgyörgyi Horváth Ferenc és nyírlaki Oszterhueber Anna leánya lett. A Hertelendy György és szentgyörgyi Horváth Anna házasságából, Hertelendy Imre (1794–1850) származott. Hertelendy Imre szintén házasságot kötött egy nyírlaki Oszterhueber leánnyal, Magdolnával (1797–1883), akinek a szülei pedig Oszterhuber Mihály és forintosházi Forintos Magdolna voltak.
Hertelendy Imre és Oszterhueber Magdolna fia, Hertelendy László (1817–1865), birtokos, és domaniczi Domaniczky Kornélia (1834–1901) házasságából, több gyermek született. Az egyik aki a legjelentősebb szerepet játszott a vármegyében, az Hertelendy József (1855–1907), birtokos, aki elvette lovag nemes Kucinic Elvirát. Hertelendy József és Kucinic Elvira fia Hertelendy József (1889–1933), aki perlaki szolgabíró volt. Hertelendy József (1889–1933) és révfalusi Szentmihályi Margit (1894-1977) házasságából három fiú- és egy leány gyermek született. Egyetlen leányuk Hertelendy Margit (1925–2021) első férje Birck Miklós (1925–2003), mezőgazdasági mérnök; a második férje gróf Széchenyi Zsigmond vadász lett.
Hertelendy László és Domaniczky Kornélia frigyéből született idősebb Hertelendy Andor (1857–1907), aki nagynénjüktől boronkai és nezetei Boronkay Károlyné domaniczai Domaniczky Klementina (1842–1902) asszonytól örökölte meg a Somogy vármegyei kutasi Hertelendy-kastély és a földbirtokot. Idősebb Hertelendy Andor Nagybajomban, 1882. augusztus 26-án feleségül vette nádasdi Sárközy Irma (1863–1933) kisasszonyt, akinek a szülei Sárközy Dénes és Csépán Antónia voltak. Idősebb Hertelendy Andor és Sárközy Irma frigyéből 5 fiúgyermek született, azonban ezek közül a kastélyt és a földbirtokot ifjabb Hertelendy Andor (1884–1944), m. kir. honvéd huszárhadnagy, a Máltai lovagrend lovagja, örökölte meg. Ifjabb Hertelendy Andor két ízben nősült: első neje a kolozsvári születésű  Nérey Nóra (1890–1917), akitől született első lánya Hertelendy Nóra (1915-1997), köveskáli Keöves László (1912–1979) agrármérnök neje; első neje halála után ifjabb Hertelendy Andor elvette somogyvári Somogyi Rózsa (1894–1983) kisasszonyt, aki egy leány- és egy fiú gyermekkel áldotta meg: Hertelendy Mária (1921–2000), nádasi Tersztyánszky Géza (1920–1982) huszár főhadnagynak a neje, valamint legifjabb Hertelendy Andor. Hertelendy Nóra és Keöves László házasságából 3 gyermek született (1940. IV. 04. Katalin, 1941. IX. 04. Eleonóra és 1945. V. 05. György). Keöves Katalin (Budapest, 1940. IV. 04., an. Hertelendy Nóra, elhunyt: Szekszárd, 2024. III. 05) férje Garay Ferenc (szül.: Pécs, 1927. I. 30., elhunyt: Szekszárd, 2024. IV. 15.) gyermekeik: Garay Csaba Ferenc (Bonyhád, 1965. VI. 21.) és Garay Előd László (Bonyhád, 1969. X. 27.). Garay Csaba Ferenc gyermekei: Botond (Bp., 1995. V. 12.), Ágnes (Bp., 2003. VI. 28.) és Csaba (Bp., 2014. VI. 06.)
Hertelendy Imre (1826-1901) honvéd hadnagy volt az 1848-as forradalom alatt, és később fia dr. Hertelendy László (1866-1911) Csáky Eleonóra (1871-1945) grófnő férje, miniszteri tanácsos, házalelnök volt.
A család egyik tagja, a Kehidán született Hertelendy Károly Argentínába vándorolt ki (valószínűleg az 1848-as forradalom után), ahol fia, Manfredi de Hertelendy jelentős területeket szerzett a Pilcomayo és a Paraguay folyók összefolyásának térségében, ahol 1900-ban megalapította Clorinda városát, amely később Formosa tartomány egyik legjelentősebb településévé fejlődött. Fia, Rolando de Hertelendy 1946 és 1950 között Formosa kormányzója is volt.

### Vasi ág
A vasi ágból származó Hertelendy Ferenc (†1749) fia Hertelendy Gábor (1734-1784) császári és királyi huszár altábornagy volt. Ugyanakkor szintén abból az ágból származott Hertelendy Ambrus, aki feleségül vette a szenterzsébeti Terjék családból való szenterzsébeti Terjék Máriát, szenterzsébeti Terjék Ferenc lányát. Hertelendy Ambrus és Terjék Mária fia Hertelendy Gáspár volt, Sági Sághy Krisztina (†1744) házastársa. Hertelendy Gáspár és Krisztina gyermeke Hertelendy Gábor (1713-1757), aki a zalai alispáni címmel élt 1756 és 1757 között. Első feleségét Petőfalvi Uzovics Juditot 1742. november 13.-án vette el, majd korai halála után 1751. április 18-án feleségül vette a barkóczi Rosty családból való barkóczi Rosty Franciskát (1729-1771), akitől nem született gyermeke. Első feleségétől származott az egyetlen lánya és örököse, Hertelendy Anna (1744-1803). Anna 1757. augusztus 28.án ment férjhez nemes Deák Gáborhoz (1730-1788), és ilyen módon Deák Gábor és Hertelendy Anna Deák Ferenc, a "haza bölcse" apai nagyszülei voltak. Anna egy igen nagy vagyon egyetlen örököse volt, és a családi hagyomány úgy tartotta, hogy Mária Terézia korának híres szépsége volt. Ugyanakkor jártas volt a latin nyelven, és széles műveltséggel élt, azonban a negyedik gyermek születése után, igen fiatalon megszökött 1768-ban Nyitrára az egyik rokonával, Uzovics Ferenccel. Ezentúl a saját gyermekeit elhanyagolta és pazarlónak, nagy adósság felhalmozónak ismerték.

## A család kiemelkedő tagjai
- Hertelendy Andor, hertelendi és vindornyalaki (Vindornyalak, 1857. április 18. – Bécs, 1907. augusztus 13.),  Somogy vármegye törvényhatósága és a mezőgazdasági bizottságának tagja, a Marcali Takarékpénztár elnöke, földbirtokos. A Hertelendy-kastély tulajdonosa, amely a Somogy vármegyei Kutason volt.
- Hertelendy Anna, hertelendi és vindornyalaki (Bucsu, Vas vármegye, 1743. szeptember 9. – Kehida, Zala vármegye, 1803. október 3.) földbirtokosasszony, nemes Deák Gábor (1730-1788) táblabíró felesége. Deák Ferenc, a "Haza Bölcse" nagyanyja.
- Hertelendy Ferenc, hertelendi és vindornyalaki (Lesencetomaj,  Zala vármegye, 1859. szeptember 13. – Lesencetomaj,  Zala vármegye, 1919. május 19.), főrendiház tagja, zalai és később temesi főispán, a "Zalamegyei Gazdasági Egyesület" elnöke, földbirtokos, vármegyei bizottsági tag.
- Hertelendy Gábor, hertelendi (Gasztony, Vas vármegye, 1742. szeptember 7. – Gyöngyös, Heves vármegye, 1820. július 26.), császári és királyi huszár altábornagy. Részt vett az adott kor és időszak valamennyi háborújában: az osztrák–török és a hétéves háborúban.
- Hertelendy György, hertelendi és vindornyalaki (Vindornyalak, Zala vármegye, 1764. november 7. – Vindornyalak, 1831. október 28.), Zala vármegye alispánja, táblabírája, földbirtokos.
- Hertelendy József, hertelendi és vindornyalaki, vitéz (Vindornyalak, Zala vármegye, 1889. december 9. – Zalaegerszeg, 1933. június 27.), zalai szolgabíró, megyebizottsági tag, földbirtokos, tartalékos főhadnagy, virilista
- Hertelendy Kálmán, hertelendi és vindornyalaki (Zalaegerszeg, 1820. március 28. – Lesencetomaj, Zala vármegye, 1875. november 18.) honvédszázados, országgyűlési képviselő, Zala vármegye főispánja, földbirtokos, a "Zalavármegyei Gazdasági Egyesület" ügyvezető elnöke.
- Hertelendy Károly, hertelendi és vindornyalaki,  (Nagykanizsa, Zala vármegye, 1786. október 12. – Lesencetomaj, Zala vármegye, 1861. november 5.) országgyűlési követ, főszolgabíró, Zala vármegye alispánja.
- Hertelendy Miklós (Magyargencs, 1813 – 1877), az 1848-49-es magyar szabadságharc huszárezredese, aki Klapka György tábornok seregében részt vett Komárom védelmében.
- Hertelendy Miklós (Magyargencs, 1879 – 1962) huszár alezredes, gazdasági főtanácsos, országgyűlési képviselő (1939–1944).